# Улица Лаагна
Улица Ла́агна, также Ла́агна-те́э и Лаагна теэ (эст. Laagna tee) — магистральная улица в Таллине, столице Эстонии.

## География

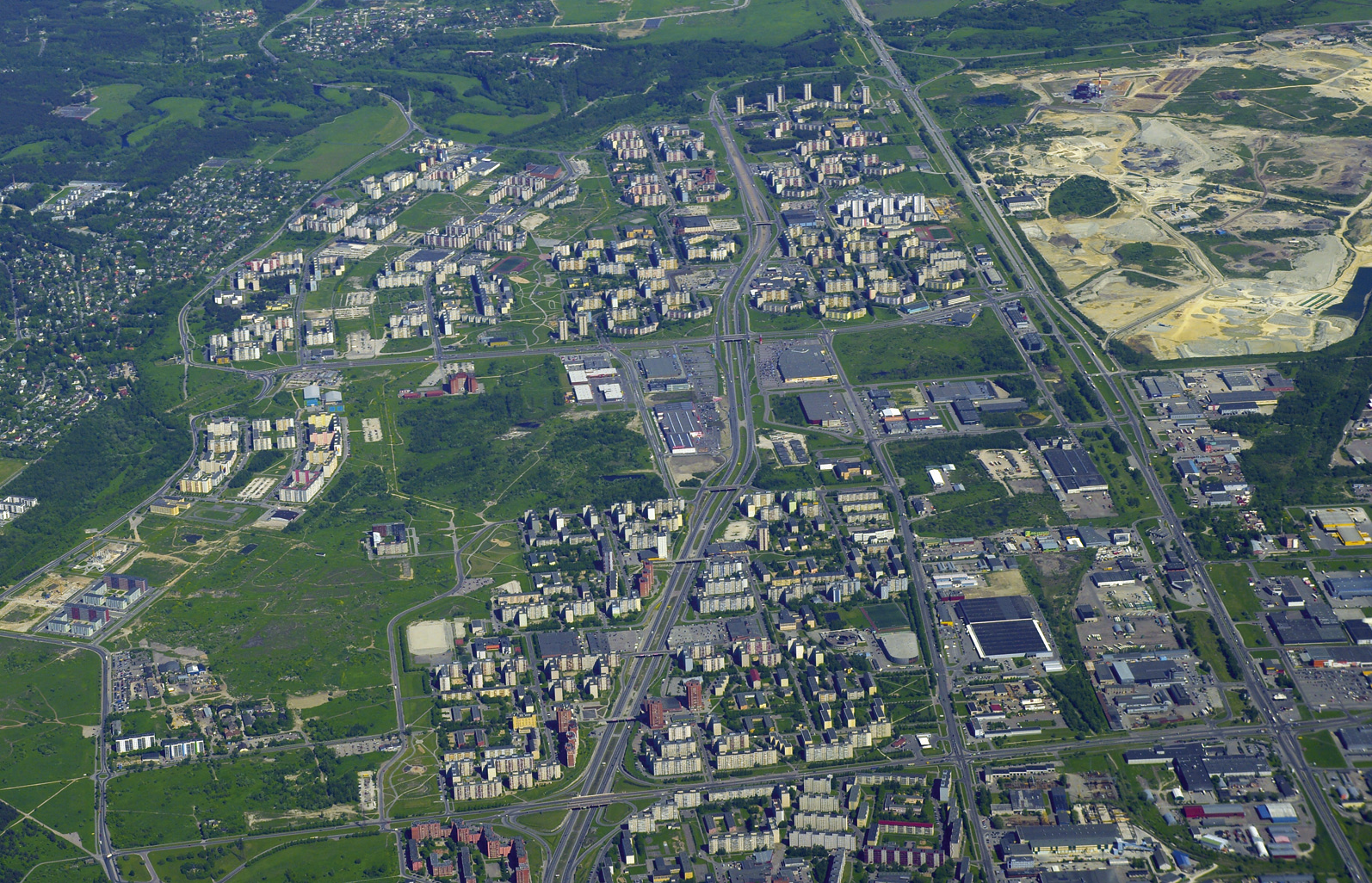
Аэрофото улицы Лаагна и микрорайона Лаагна

Начинается в микрорайоне Торупилли у перекрёстка c улицей Юри Вилмса, проходит через восемь микрорайонов района Ласнамяэ (Сикупилли, Ууслинн, Паэ, Курепыллу, Лаагна, Тондираба, Мустакиви, Сели) и заканчивается на окраине района Ласнамяэ, переходя в улицу Раху. 
Над улицей проходят 11 мостов, которые соединяют разные микрорайоны города. С 2009 года каждый мост получил особую окраску и каждый имеет своё официальное название: Ильвесе («Рысиный»), Палласти, Выйдуйооксу («Победного пробега»), Паэ («Плитняковый»), Юхан Смуули, Линдакиви («Камень Линды»), Мийна Хярма, Саарепийга, Варраку, Мустакиви («Чёрнокаменный»), Раадику.
Протяжённость улицы Лаагна — 7444 м.

## История
В 1986–1992 годах улица Лаагна называлась Октябрьский проспект (эст. Oktoobri tee).
С конца 1970-х годов, когда началось бурное жилое строительство в Ласнамяэ, котлован для улицы в твёрдой известняковой почве строился ударными темпами. Применялись буровые станки и взрывчатка, известняковые обломки убирали экскаваторами и вывозили на БелАЗах. В природных стенах улицы отчётливо видны плитняковые отложения, которые сформировались здесь почти 480 миллионов лет назад и содержат множество окаменелостей.  
Улица Лаагна, построенная на 2/3 от запланированного, была сдана в эксплуатацию в 1995 году.  Она имеет по три ряда в противоположных направлениях с разделительной полосой без отбойника. 
Осенью 2004 года была построена улица Раху, которая соединила улицу Лаагна с Петербургским шоссе. Таким образом улица Лаагна стала главной транспортной артерией района Ласнамяэ. 
В 2017 году на разделительной полосе улицы на протяжении 6,2 км были сделаны 38 клумб с многолетними цветами. В озеленении участвовало около 800 человек из 13 учебных заведений Таллина.

### Идея скоростного трамвая

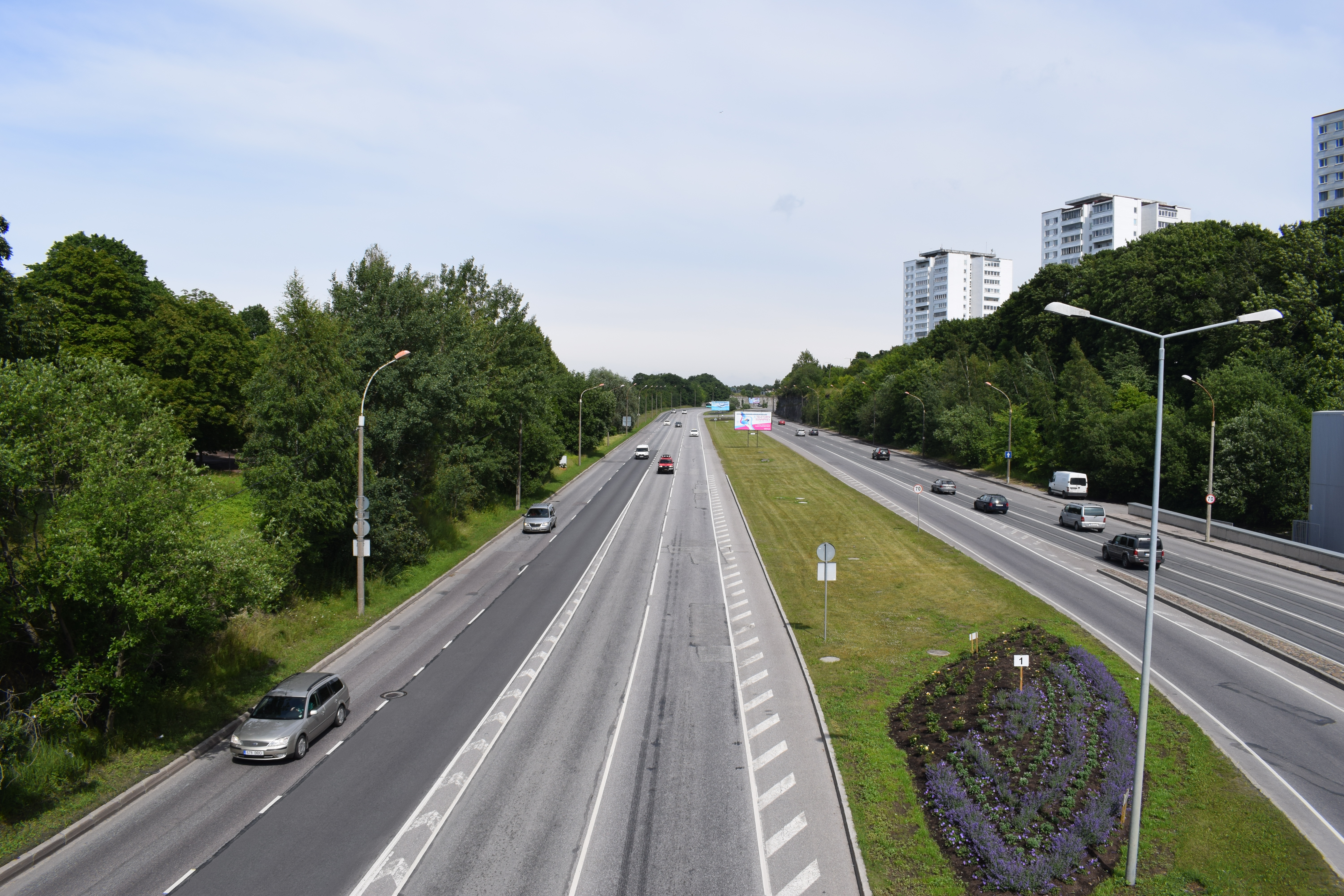
Начальный отрезок улицы Лаагна

Идея запуска скоростного трамвая по улице Лаагна рассматривалась ещё с 1974 года. Изначально предполагалось, что трамвай будет курсировать в крытом тоннеле, однако впоследствии планировка проекта неоднократно менялась, а строительство откладывалось по тем или иным причинам. 
В начале 1990-х улицу Лаагна было решено использовать в качестве скоростной автомобильной магистрали с максимально разрешённой скоростью 70 км/час. В 1999 году был составлен новый генеральный план Таллина, который по-прежнему предусматривал строительство линии скоростного трамвая по улице Лаагна. Согласно этому плану, пройдя по улице Лаагна теэ, скоростной трамвай должен был проезжать по улице Гонсиори до площади Виру, затем по улице Хобуяама — до пассажирского порта, затем вдоль так называемой «Северной» магистрали заворачивать к Балтийскому вокзалу. В дальнейшем скоростной трамвай должен был заменить пригородные электрички, пройдя далее на юго-запад, возможно даже до Палдиски, Рийзипере, Клоогаранна и Аэгвийду. Скорость скоростного трамвая приблизительно вдвое больше, чем обычного городского трамвая (35 км/час).
В 2020 году будущее скоростного трамвая было по-прежнему неясно. В связи со строительством транспортной развязки Вяо и надеждами на продление улицы Раху, осенью 2020 года было демонтировано десятки лет стоявшее заброшенным бетонное сооружение в конце улицы Лаагна, возведённое в советское время как часть тоннеля, по которому скоростной трамвай должен был пересекать магистральную улицу.

### Съёмки фильма «Довод» на улице Лаагна
В 2019 году в Таллине прошли съёмки фильма Кристофера Нолана «Довод», отдельные эпизоды которого были сняты на улице Лаагна. В связи со съёмками улица была частично закрыта для движения транспорта в период с 10 по 14 и с 17 по 21 июля, что затронуло также большое число городских автобусных маршрутов (7, 13, 31, 46, 49, 51, 53, 54, 58, 67 и 68), которые пришлось временно направить на улицу Пунане. Для остального транспорта в дни съёмок в «часы пик» по улице Лаагна открывали только одно направление: утром — в центр города, вечером — в Ласнамяэ. Это привело к автопробкам, вызвавшим большое недовольство горожан. Пересекающие улицу мосты были открыты, за исключением времени съёмок с воздуха на бреющем полёте (до пяти минут).

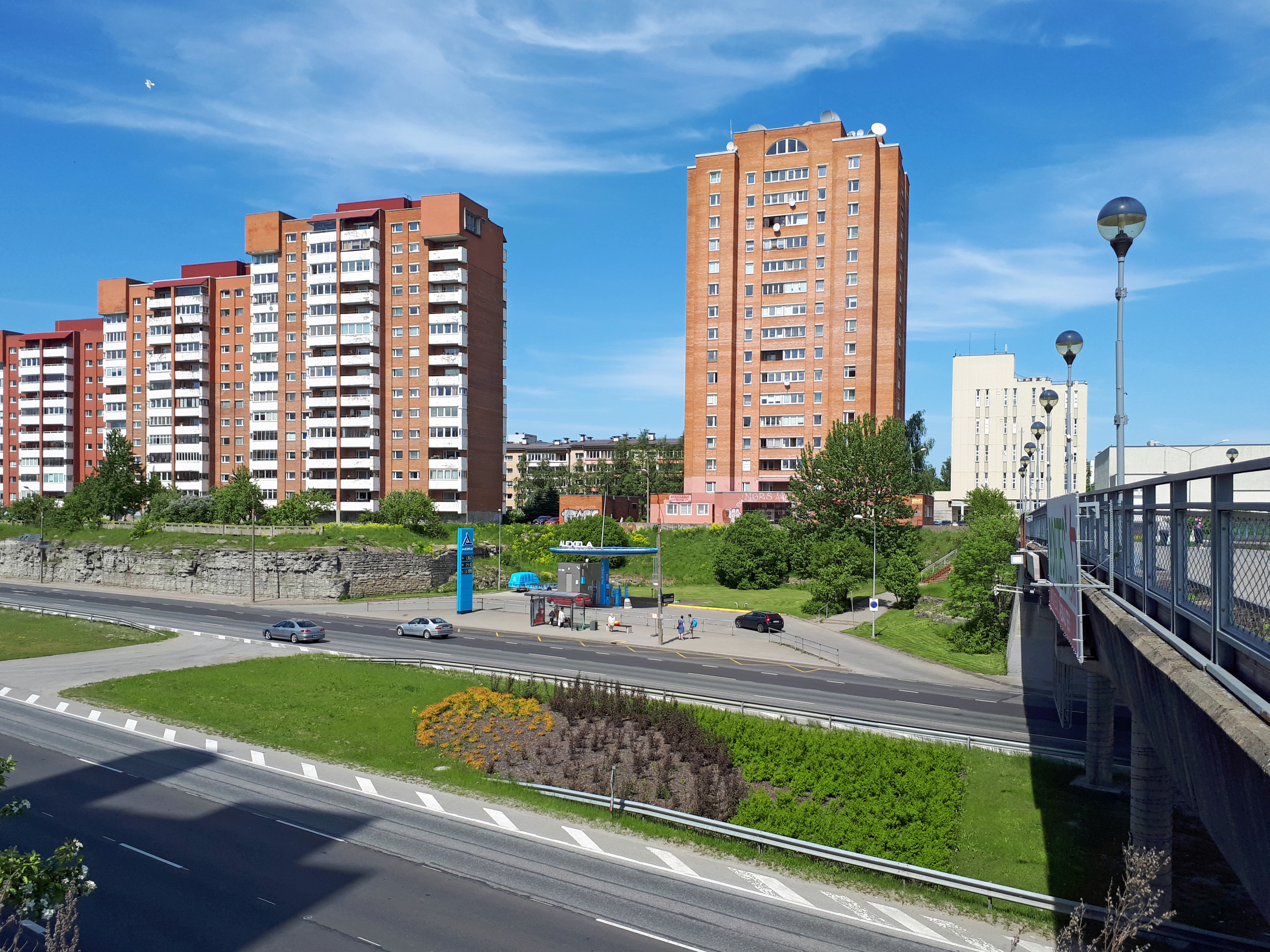
Улица Лаагна и мост Линдакиви

Весной 2019 года тема возможного закрытия улицы Лаагна для киносъёмок бурно обсуждалась в обществе. Мэр Таллина Михаил Кылварт выразил мнение, что ни один фильм не стоит того, чтобы на месяц закрывать одну из важнейших транспортных артерий города. Его оппоненты в качестве плюсов данного плана говорили о доходах участников киносъёмок с эстонской стороны — о транспортных и строительных фирмах, которые создадут необходимую среду для съёмок; о студентах Балтийской школы кино, медиа и искусств (Tallinna Ülikooli Balti filmi, meedia ja kunstide instituut), которые будут задействованы в кинопроизводстве; о 1200 человек «массовки»; о гостиницах и предприятиях питания, которые будут обслуживать членов съёмочной группы и т.д.. Позже, согласно решению эстонского правительства, фонду поддержки фильмов “Film Estonia” при Эстонском институте кинематографии было выделено 5 миллионов евро на частичное покрытие расходов, связанных со съёмками фильма Нолана, с формулировкой, что они «окажут значительное положительное влияние на эстонскую экономику и киноиндустрию».
- Фото: Подготовка к съемкам фильма на Лаагна теэ идет полным ходом
- Фотогалерея съёмок фильма
- Эксклюзивное видео: Смотрите, как снимают кино с помощью вертолета на Лаагна теэ!
- Видео: трейлер фильма Нолана, съёмки которого проходили в Таллине

## Общественный транспорт
По улице проходят маршруты городских автобусов № 7, 9, 13, 31, 42, 46, 49, 54, 58, 67.

## Застройка
Жилые дома, находящиеся в непосредственной близости к улице Лаагна, большей частью построены в 1987–1989 годах и имеют нумерацию проходящих рядом с ней или пересекающих её улиц (Ласнамяэ, Лийкури, Паэкааре, Варраку, Махтра, Раадику, Юмера и т.д.). Есть лишь небольшое число строений с нумерацией по улице Лаагна: например, торговый центр «Юмера» (Ümera Keskus), Laagna tee 80.

Улица Лаагна
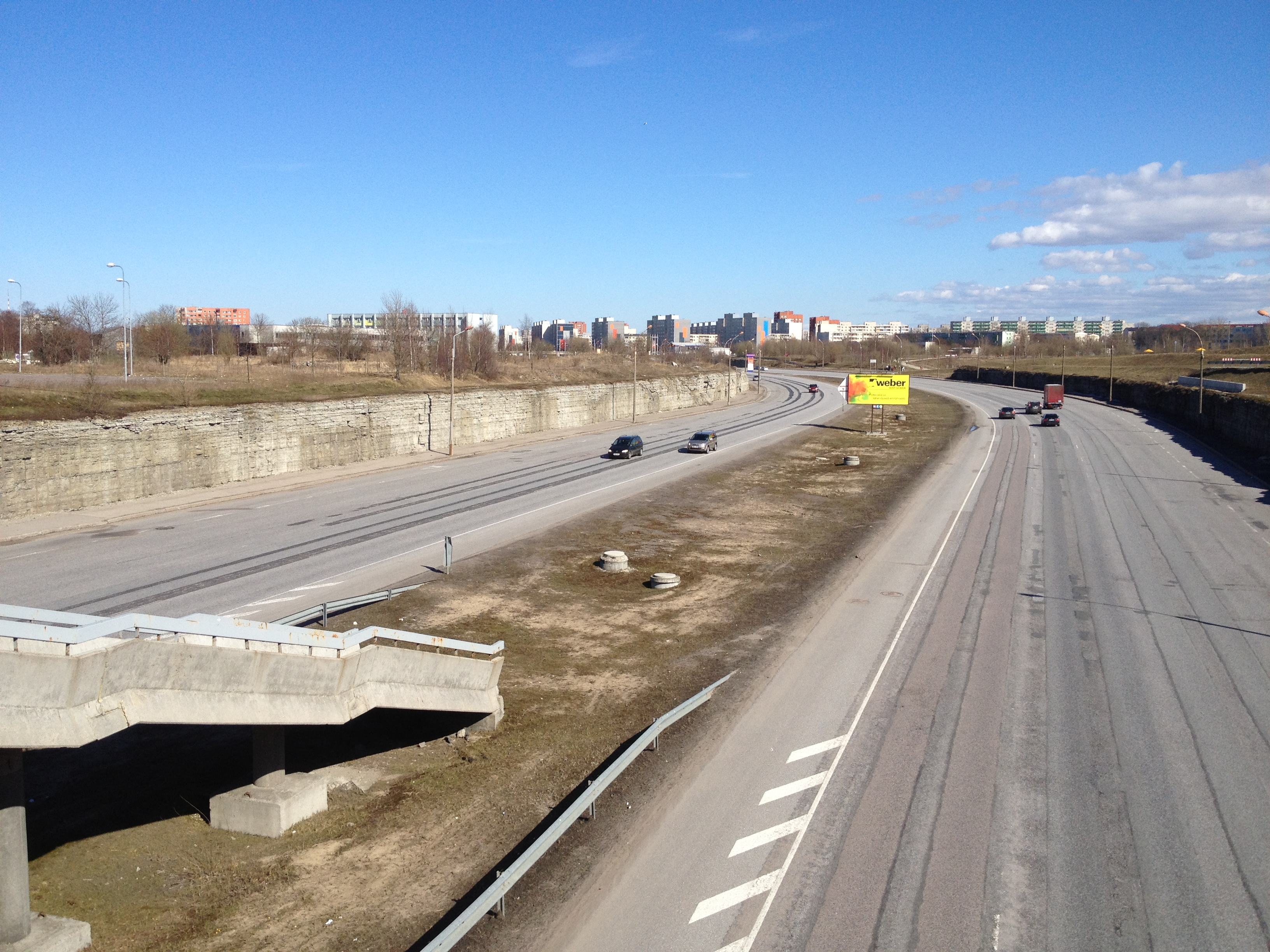
Улица в микрорайоне Ууслинн
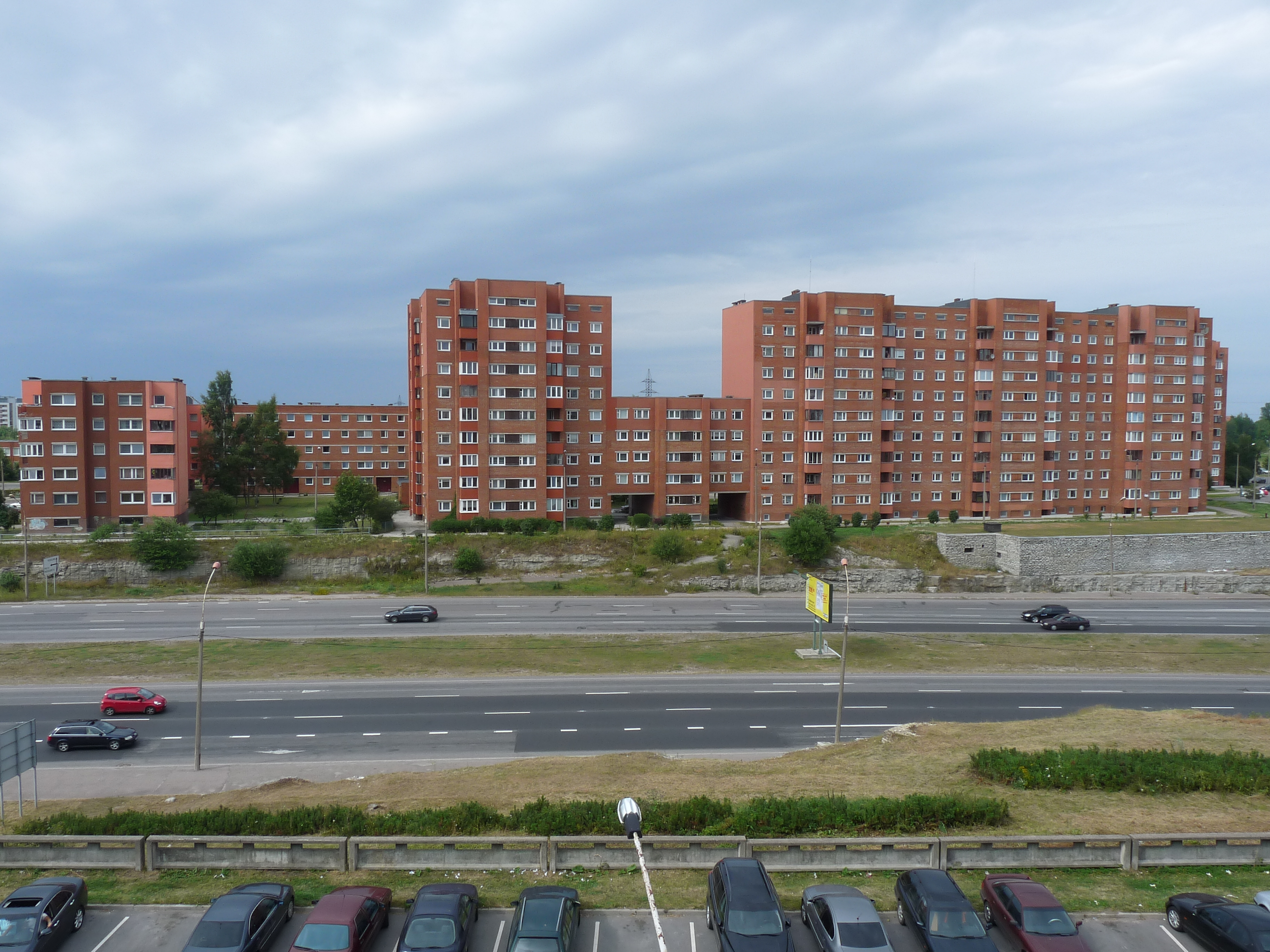
Улица между микрорайонами Курепыллу и Паэ
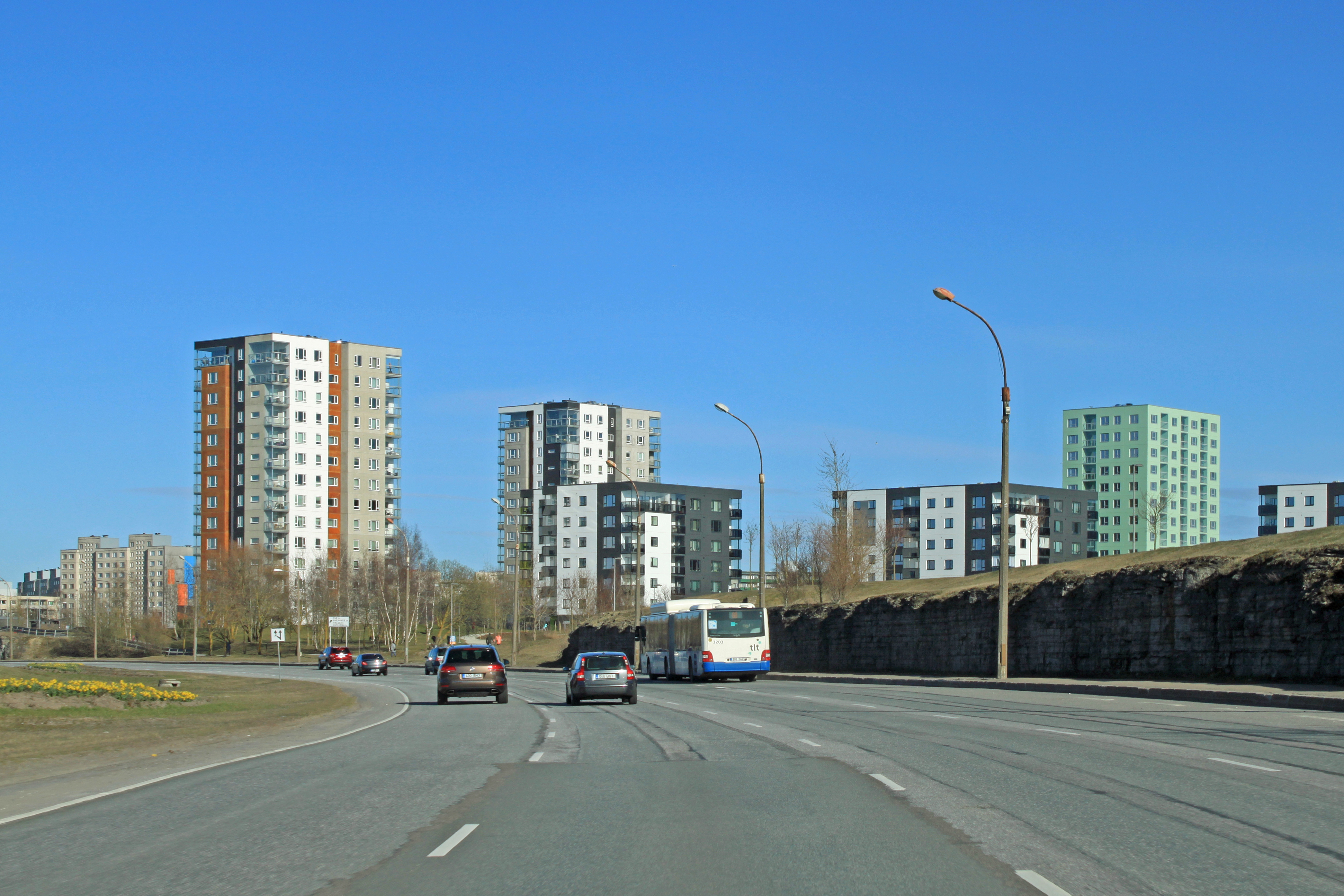
Улица в микрорайоне Сикупилли
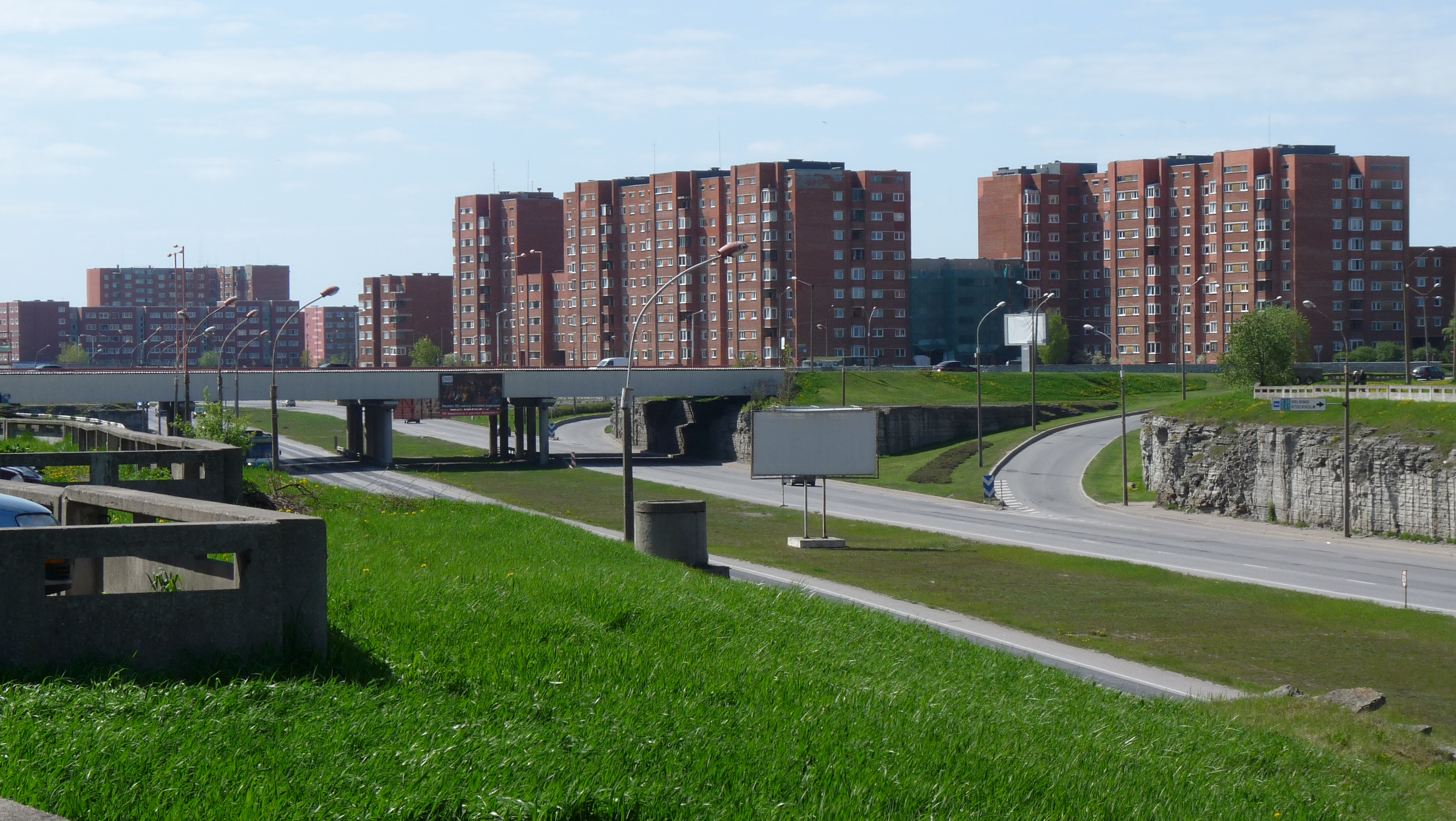
Мост Смуули над улицей Лаагна в микрорайоне Лаагна
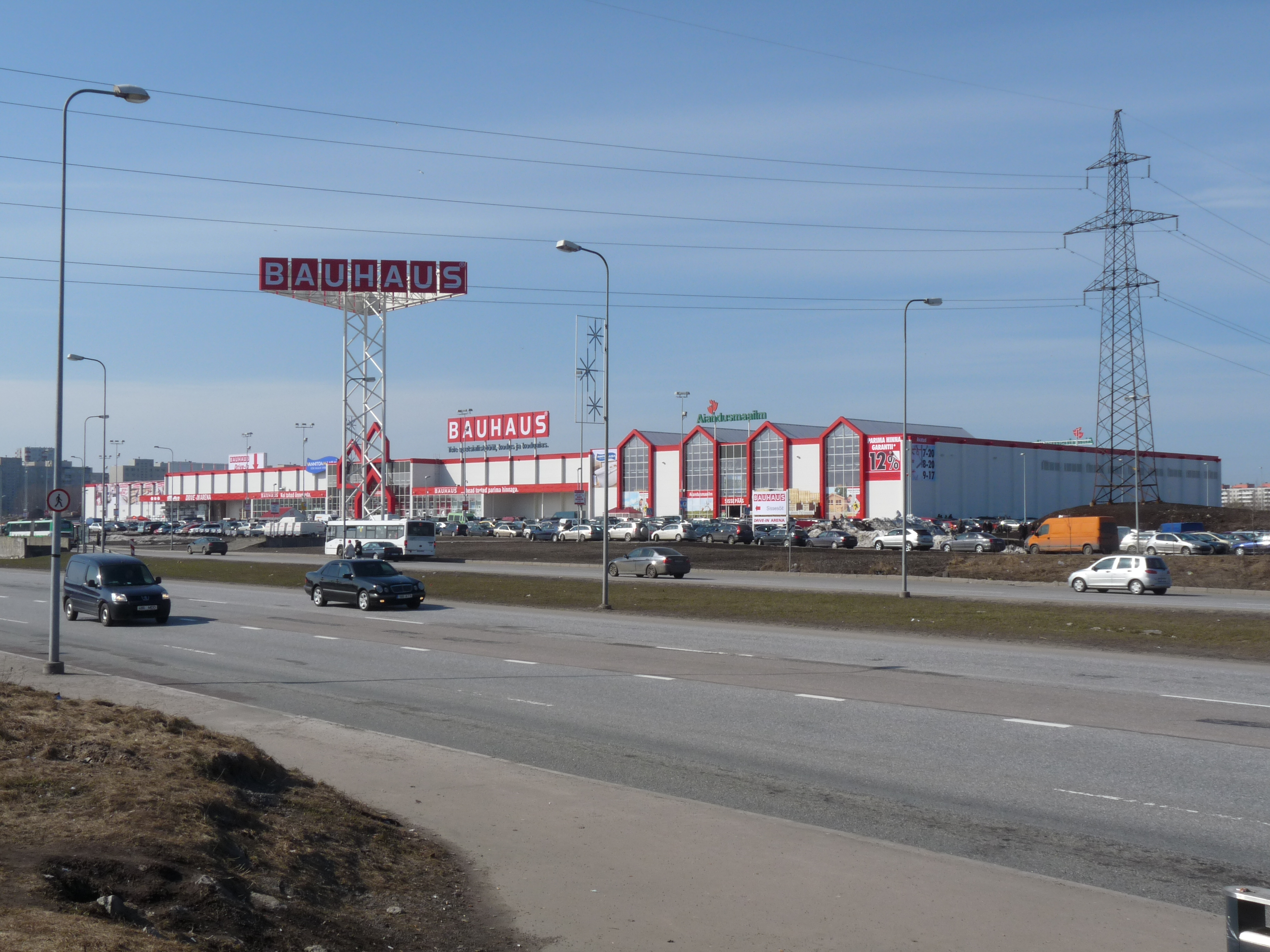
Улица в микрорайоне Тондираба
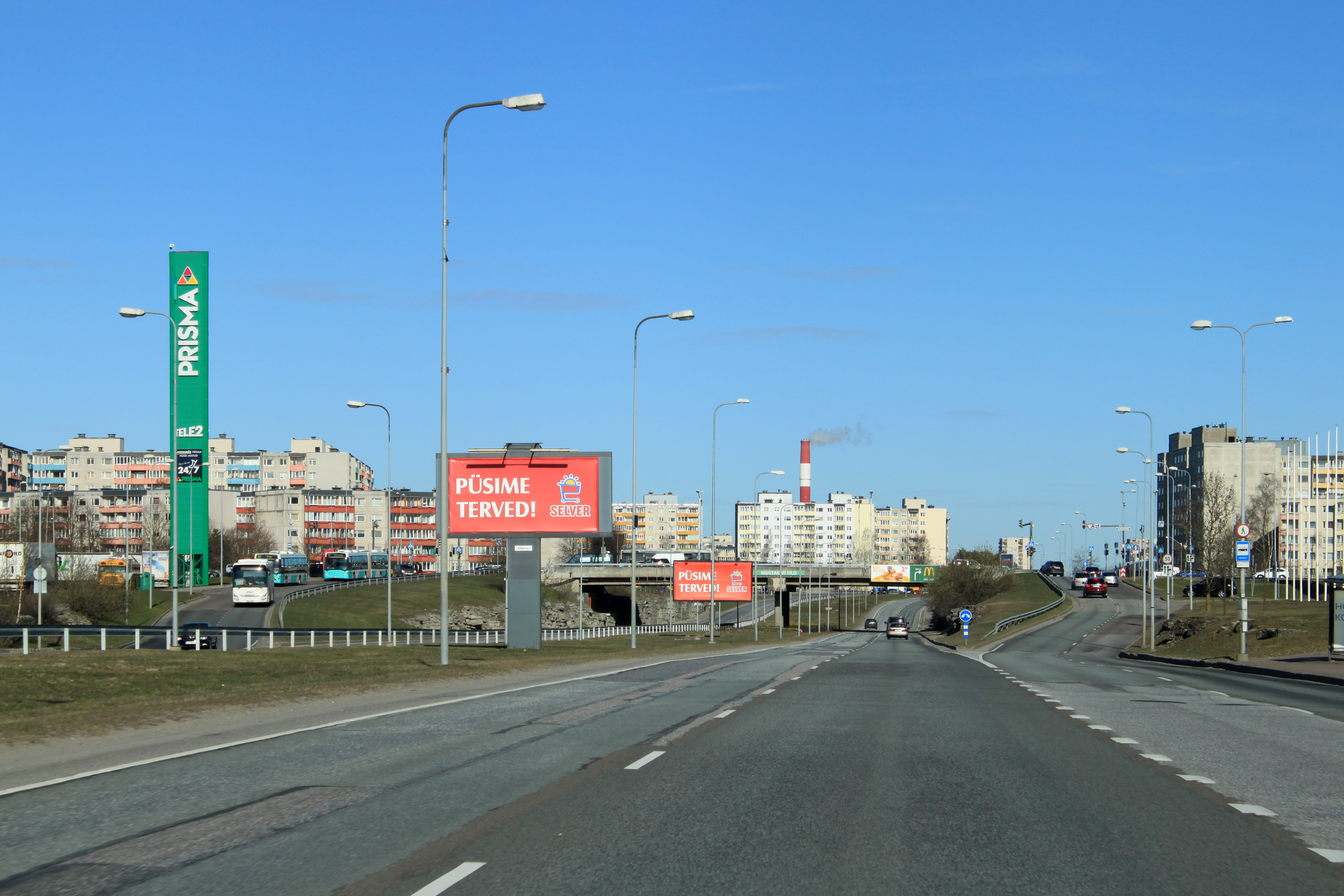
Мост Мустакиви над улицей Лаагна
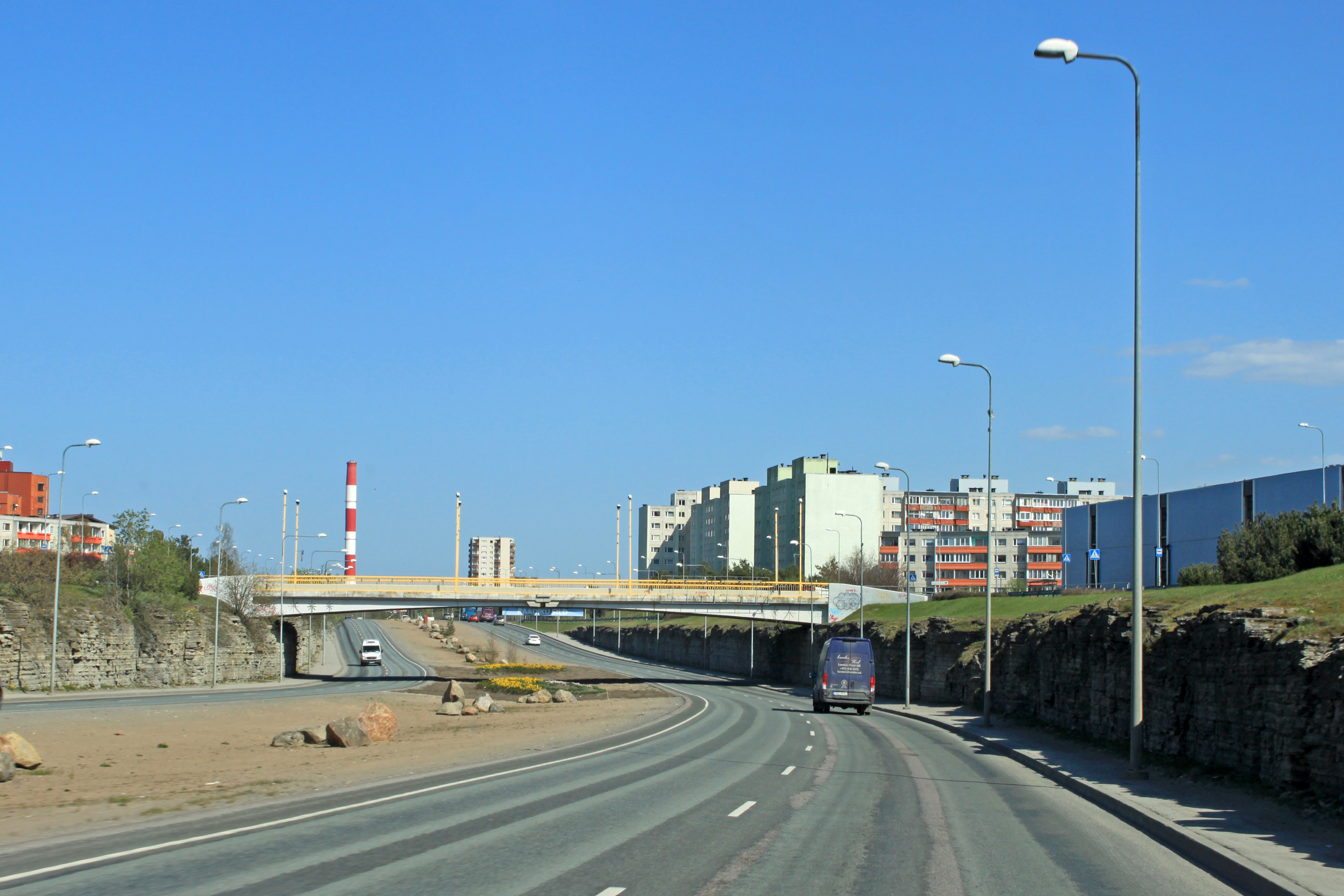
Мост Раадику
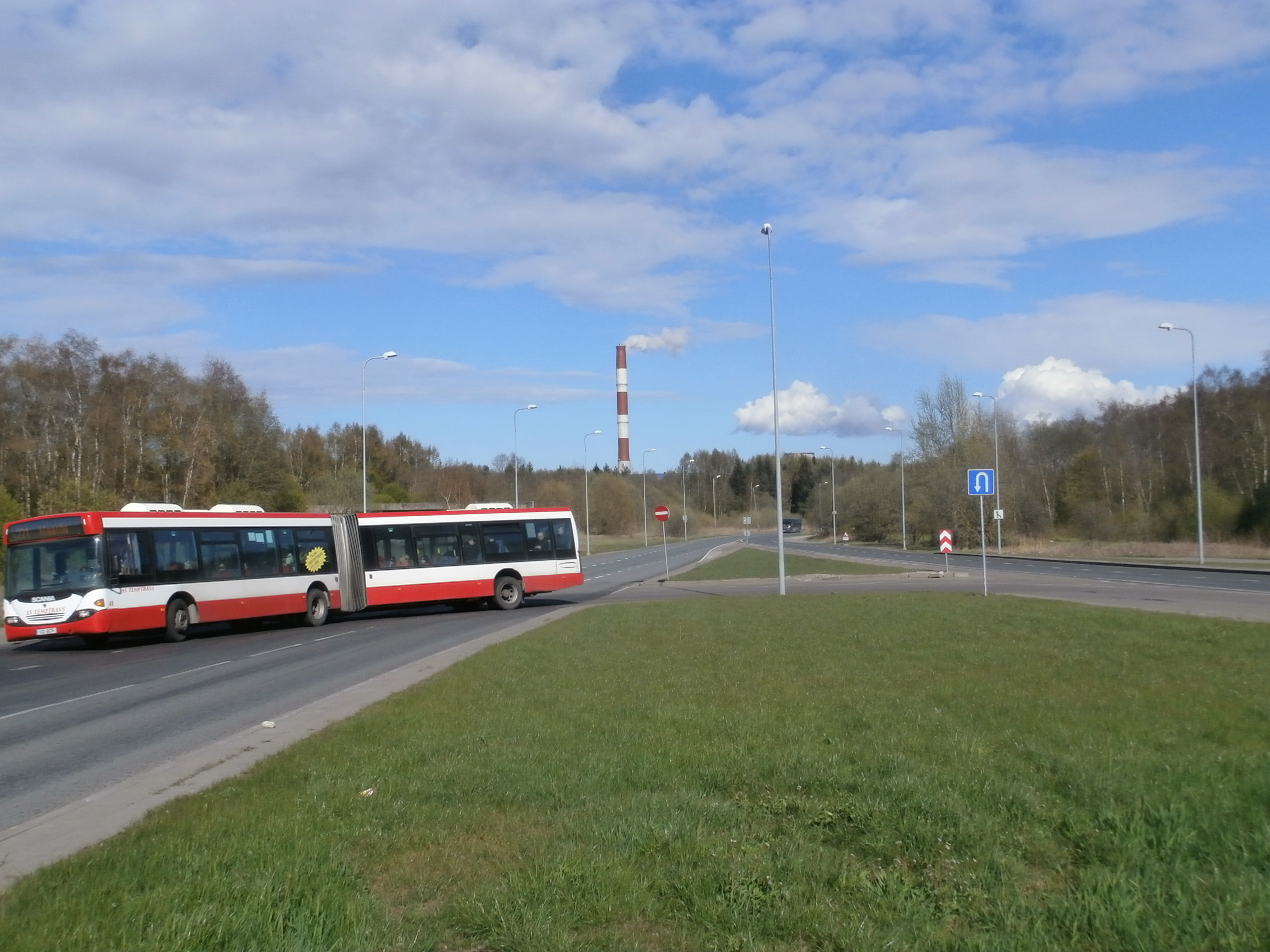
Переход улицы Лаагна в улицу Раху